# Aeroportul Augusta State
Aeroportul Augusta State (IATA: AUG, ICAO: KAUG, FAA LID: AUG) este un aeroport din Maine, Statele Unite ale Americii ce deservește zona Augusta. Aeroportul a fost tranzitat în 2019 de 10.908 pasageri. A fost numit după zona deservită.
Situat la o altitudine de 107 m, aeroportul dispune de 2 piste.

## Infrastructură

### Piste
Aeroportul dispune de 2 piste. Pista 08/26 are suprafața de asfalt și dimensiunile 2.703 picioare × 75 picioare. Pista 17/35 are suprafața de asfalt și dimensiunile 5.001 picioare × 100 picioare. 